# David Winkler
David Winkler est un réalisateur et producteur américain.
Il est le fils du producteur Irwin Winkler, célèbre pour avoir lancé la franchise Rocky et le frère de Charles Winkler, également producteur.

## Filmographie

### Acteur
- 1995 : Traque sur Internet (The Net) de Irwin Winkler : Un technicien en informatique

### Producteur

#### Cinéma
- 2006 : Rocky Balboa
- 2011 : Le Flingueur (The Mechanic)
- 2011 : Effraction (Trespass)
- 2014 : The Gambler
- 2015 : Creed : L'Héritage de Rocky Balboa
- 2016 : Le Flingueur 2 (Mechanic: Resurrection)
- 2018 : Creed 2 de Steven Caple Jr.
- 2022 : Creed 3 (Creed III) de Michael B. Jordan

#### Téléfilms
- 2007 : Mon plus beau souhait (en) (How I Married My High School Crush)

### Réalisateur

#### Cinéma
- 1995 : Judgement (court métrage)
- 1998 : Road to Graceland (Finding Graceland)
- 2005 : Le Jeu des damnés (Devour)
- 2015 : Red Soles (court métrage)

#### Télévision

##### Téléfilms
- 2006 : Au rythme de mon cœur (The Obsession)
- 2006 : La Conviction de ma fille (The Perfect Suspect)
- 2007 : Mon plus beau souhait (en) (How I Married My High School Crush)
- 2007 : La Voleuse de Noël (Christmas Caper)

##### Séries télévisées
- 1998 : Traque sur Internet (The Net)
- 2002 : Rockpoint P.D.
- 2003 : Odyssey 5 (saison 1, épisode 15)
- 2007 : Blood Ties (saison 1, épisode 5)
- 2016 : The Picture

### Scénariste

#### Cinéma
- 1995 : Judgement (court métrage)
- 1998 : Road to Graceland (Finding Graceland)
- 2015 : Red Soles (court métrage)

#### Séries télévisées
- 2016 : The Picture